# Fagervik, Timrå
Fagervik är en bruksort i Timrå kommun inom den norra delen av tätorten Timrå. Avståndet till Vivsta (Timrå centrum) är 5 kilometer. Från den lilla hamnen Skälarö Brygga kan man se två öar, Gistaholmarna, som är populära dagsresemål. Orten består av olika villaområden såsom Glöden, Köpenhamn och Stenhammaren.

## Historik
Storbonden och skogsägaren Paulus Wikström i Mårdsjön grundade i början av 1880-talet Fagerviks bolag och etablerade ett ångsågverk i Fagervik. Wikström lät förena Ammeråns sjösystem med Indalsälvens, och gjorde dem flottbara. Fabriken hade först fyra och från 1895  sju sågramar, samt två hyvlar. Sågen brann ner år 1900 men byggdes upp igen. Bolaget gick i konkurs 1905 och övertogs av  Sundsvalls träkols AB som anlade flera kolugnar.
Sågen förvärvades av Wifsta Varfs AB, som lät riva den och anlägga  en 
sulfitmassafabrik på platsen. Den togs i drift år 1912 och lades ner 1975.
Kring sågverket och senare fabriken växte Fagervik upp. De första husen byggdes där det gick att bygga, men när Wifsta Varfs AB tog över sågen styckades tomter av och såldes till de anställda. Samhället präglas av 
egnahemsbebyggelse.
År 2008 påbörjades ett saneringsarbete med avsikt att åtgärda föroreningar från pappersmassaindustrin som var klart år 2012.
Längs havet finns en gång- och cykelväg samt en permanent utställning om industritiden i Fagervik. Den har skapats av 
nutidshistorikern Gustaf Forssell och konstnären Anita Forssell och består av 18 glasskyltar med text och bilder samt en skulptur i strandkanten. Inom området finns grillplatser och sittmöbler samt en bana för frisbeegolf och en pulkabacke på vintern.

## Byn
Fagerviks skola inrymmer barn i åldrarna 6–12 år.

## Idrott
Fotbollsturneringen Mittnorden Cup brukar spelas i Fagervik. Här finns också en golfbana med klubben Timrå GK. 